# Le Seigneur des anneaux : Les Deux Tours (jeu vidéo)
Pour les articles homonymes, voir Le Seigneur des anneaux (homonymie) et Les Deux Tours (homonymie).
Le  jeu vidéo Le Seigneur des anneaux : Les Deux Tours est tiré du long-métrage de Peter Jackson, lui-même tiré du roman de J. R. R. Tolkien Le Seigneur des anneaux.
Le jeu, édité par Electronic Arts, est un mélange d'action et de beat-them-all. Il est sorti en même temps que le film (fin 2002) sur Xbox, GameCube, PlayStation 2, Game Boy Advance, mais pas sur PC.

## Système de jeu
Le joueur incarne au choix Aragorn, Legolas ou Gimli dans une série de missions retranscrivant différentes scènes de combat tirées des deux premiers films de Peter Jackson. Néanmoins, la première mission, qui correspond à la Guerre de la Dernière Alliance, permet d'incarner Isildur, dont les caractéristiques sont quasiment identiques à celles d'Aragorn. Ce quatrième personnage peut d'ailleurs être débloqué pour ensuite être incarné dans n'importe quelle mission.

### Aragorn
Le descendant d'Isildur est équipé d'une épée comme arme de corps à corps, et d'un arc pour le combat à distance (il ne peut porter que 30 flèches au maximum). Ses puissantes attaques de corps à corps lui permettant aussi bien d'enchaîner des attaques rapides, très efficaces contre les ennemis non équipés de bouclier, que des attaques puissantes, qui peuvent aussi bien percer un bouclier que faire tomber un adversaire. 

Ses améliorations portent essentiellement sur ses attaques à l'épée, ce qui en fait le personnage idéal dans les combats rapprochés, en particulier face à un nombre important d'ennemis.

### Gimli
Originaire du Mont Solitaire, le fils de Glóin se bat essentiellement avec sa hache à double tranchant, arme très puissante mais plus lente que l'épée d'Aragorn. Il peut également lancer des hachettes (25 au maximum). Il est possible d'augmenter le total de sa santé plus que pour aucun autre personnage, ce qui en fait le plus résistant de tous.

### Legolas
Fils de Thranduil, le Roi des Elfes de la Forêt Noire, Legolas est un archer hors pair. Doté d'un puissant arc, il peut tirer plus de flèches (il peut en porter jusqu'à 60) et plus vite que quiconque. Il est d'ailleurs possible d'augmenter la puissance de ces flèches, celles-ci pouvant jusqu'à traverser les ennemis.

Au corps à corps, Legolas utilise deux fauchons elfiques, autorisant des attaques rapides mais relativement peu efficaces, surtout face à de nombreux ennemis.

### Isildur
Jouable uniquement au cours de la première mission, il est ensuite possible de débloquer ce personnage pour l'incarner dans n'importe quelle mission. Son gameplay est identique à celui d'Aragorn, seule sa santé maximale étant plus élevée (elle est comparable à celle de Gimli).

## Bonus
Au fur et à mesure de sa progression, le joueur peut débloquer de nombreux bonus, parmi lesquels des interviews des acteurs des films, qui évoquent leur opinion sur le jeu, le making of, mais aussi un niveau bonus, qui est la Tour d'Orthanc: le joueur doit choisir l'un des personnages jouables et affronter un certain nombre de vagues, de plus en plus puissantes.

## Accueil
- Jeux vidéo Magazine : 15/20 (PS2)[1] - 13/20 (GBA)[2]